# Collegio Spallanzani
Il Collegio Lazzaro Spallanzani è un collegio statale pavese fondato nel 1972, maschile fino all'a.a. 2022/23 e oggi misto. Il collegio è stato intitolato allo scienziato con l'intenzione di ricordare l'illustre docente dell'Ateneo pavese, le cui capacità avevano portato a rilevanti scoperte in campo medico e naturalistico. Per questo l'allora Magnifico Rettore, Antonio Fornari, con l'ausilio del Senato Accademico, lo intitolò a Lazzaro Spallanzani e ne affidò la reggenza a Francesco Ciro Rampulla, già direttore della Casa dello Studente (oggi Collegio Valla) che aveva curato tutto l'iter di costituzione del Collegio, nonché l'acquisto e la ristrutturazione del complesso. 
Parte fondamentale del Collegio è la comunità studentesca, tra le più attive e apprezzate della città di Pavia. A loro si deve l'ideazione, nel 2008, di una delle manifestazioni più folkloristiche e iconiche della vita universitaria pavese, la Caccia al Tesoro Intercollegiale.
Anche lo sport universitario è integrante nella vita studentesca a Pavia e il Collegio Spallanzani risulta essere uno dei collegi più titolati nel calcio a 11 maschile (3°posto) e uno dei gruppi più affiatati di tutta la collegialità pavese avendo il primato assoluto nell'albo d'oro dei premi per la ''miglior tifoseria". 

## Storia
L'edificio è composto da due corpi di fabbrica, uno del tardo ottocento, l'altro degli anni '60, collegati tra loro e adiacenti alla casa che fu di Ugo Foscolo e Albert Einstein. 
Già collegio privato (Collegio Ghelfi), è stato acquisito dall'Università nel 1971 a seguito del dissesto economico dei proprietari.
L'edificio è stato completamente riadattato nel 1971/72 e migliorato strutturalmente nel 1990. A fine anno accademico 2022/2023, successivamente al 50° anniversario dalla sua fondazione, il Collegio Lazzaro Spallanzani è stato chiuso per ristrutturazione e adeguamento energetico, trasformandolo da collegio maschile a collegio misto. I lavori si sono conclusi ad aprile 2025 chiudendo un progetto finananziato, nelle sue fasi iniziali, nel 2017. 
Dal 2012, a seguito del pensionamento di Francesco Ciro Rampulla, è stato nominato rettore del Collegio Andrea Mattevi, ex-alunno del Collegio e professore ordinario di Biologia Molecolare presso l'Università degli Studi di Pavia.
Il 22 ottobre 2013 è stata fondata l'AAECS, riconosciuta dall'Università di Pavia e iscritta all'Albo delle Associazioni Studentesche UNIPV. 